# Maciel Monteiro
Antônio Peregrino Maciel Monteiro, 2.º barón de Itamaracá GCC (Recife, 30 de abril de 1804-Lisboa, 5 de enero de 1868), fue un médico, poeta, político y diplomático brasileño.

## Biografía
Nacido en Recife, era hijo de Manuel Francisco Maciel Monteiro y Manuela Lins de Mello. También era sobrino de Tomás Antônio Maciel Monteiro, 1.º barón de Itamaracá.
Estudió en la Universidad de París, se formó en letras en 1824, en ciencias en 1826 y en medicina en 1829. Volvió a Recife en 1829, donde abrió una clínica. Más tarde, fue director del Curso de Derecho de Olinda, en 1839, sucediendo a José Pedro de Araújo Lima.

## Actuación en política
Ingresó en la política en 1833 y fue diputado en varios periodos legislativos, ministro de los Negocios Extranjeros, de 19 de septiembre de 1837 a 1839, cuando discutió la cuestión del Oiapoque con Francia.
Entre 1852 y 1853 fue presidente de la Câmara dos Deputados.
Nombrado ministro plenipotenciario de Brasil en Lisboa, permaneció en la capital portuguesa hasta su muerte. Como poeta, se consagró con poesías de ocasión, algunas de las cuales se hicieron famosas, sobre todo el soneto Formosa, qual Pincel em Tela Fina...

## Condecoraciones
- Oficial de la Imperial Orden del Crucero (1841);
- Dignitario de la Orden imperial de la Rosa (1854);
- Gran Cruz de la Orden Militar de Cristo (1854);
- Gran Cruz de la Orden de San Gregorio Magno (1855).[3]